# Cronaca della Georgia
Cronaca della Georgia (o memoriale della storia della Georgia) è un monumento sovietico situato vicino al lago artificiale noto come mare di Tbilisi, creato da Zurab Cereteli nel 1985 e mai completamente terminato. Il monumento racconta la storia della Georgia. Il monumento si trova in cima a un'ampia rampa di scale. Ci sono 16 pilastri alti tra i 30 e i 35 metri e la metà superiore presenta re, regine ed eroi mentre la parte inferiore raffigura storie della vita di Cristo. Vi è una croce di tralci di vite di Santa Nino e una cappella.